# Ставка на Върховното главно командване
Ставката на Върховното главно командване (на руски: Ставка Верховного главнокомандования, наричана накратко Ставка или СВГК) е висшият орган начело на съветската армия в борбата срещу Нацистка Германия и съюзниците ѝ от Тристранния пакт през 1941 – 1945 г. Учредена е на 23 юни 1941 г. – ден след германското нападение срещу Съветския съюз. В първоначалния ѝ състав влизат Й. Сталин, С. Тимошенко, Г. Жуков, В. Молотов, К. Ворошилов, С. Будьони и Н. Кузнецов. От 10 юли същата година неин председател става Сталин на мястото на Тимошенко, а първоначалното ѝ наименование (Ставка на главното командване на въоръжените сили на СССР), е променено на Ставка на върховното командване. Названието СВГК е утвърдено на 8 август 1941 г., когато Сталин става Върховен главнокомандващ на въоръжените сили на СССР. Във функциите на Ставката влизат организирането и преразпределянето на войските, планирането и координирането на бойните операции, а така също и материалното обезпечение на военните усилия. Нейни работни органи са Генералният щаб на Червената армия, народните комисариати по отбраната и военноморския флот, както и редица подчинени служби (главни управления на противовъздушната отбрана, на тила, на всеобщото военно обучение и пр.). Към края на войната в Ставката са все още Сталин, Жуков и Кузнецов, а освен тях в нея влизат А. Василевски, А. Антонов и Н. Булганин.